# خاوی مارکس
خاوی مارکس (اسپانیایی: Javi Márquez‎؛ زادهٔ ۱۱ مهٔ ۱۹۸۶) یک بازیکن فوتبال اهل اسپانیا است.
گرانادا، اسپانیول و کاتالونیا از باشگاه های است که وی در آن بازی کرده است.